# Obvious (bài hát của Westlife)
"Obvious" là bài hát của Westlife, phát hành làm đĩa đơn thứ ba từ album phòng thu của nhóm, Turnaround. Đây là bài hát cuối cùng của nhóm còn sự góp mặt của Brian McFadden.

### Danh sách track

#### CD1
1. Obvious (Single Mix)
2. I'm Missing Loving You
3. To Be With You (Trực tiếp từ chuyến lưu diễn The Greatest Hits)
4. Obvious (Video)
5. Obvious (Making of the Video)

#### CD2
1. Obvious (Single Mix)
2. Westlife Hits Medley (Flying Without Wings / My Love / Mandy)

### Xếp hạng
| Bảng xếp hạng            | Vị trí cao nhất |
| ------------------------ | --------------- |
| Ö3 Austria Top 40        | 63              |
| Danish Singles Chart     | 7               |
| Dutch Top 40             | 44              |
| European Hot 100 Singles | 9               |
| German Singles Chart     | 39              |
| Irish Singles Chart      | 2               |
| Swedish Singles Chart    | 25              |
| Swiss Singles Chart      | 69              |
| UK Singles Chart         | 3               |

## Phiên bản
Anthony Callea, người về nhì cuộc thi Australian Idol 2004 thu âm một phiên bản của bài hát cho album phòng thu đầu tay của anh Anthony Callea vào năm 2005.